# SOCCA Eurocup
SOCCA Eurocup se koná od roku 2023 a pořádá ho International Socca Federation (ISF). Na posledním šampionátu v moldavském Kišiněvě v květnu 2024 zvítězili reprezentanti Kazachstánu.

## Turnaje
| Rok  | Hostitel            | Finále     | Finále             | Finále             | Zápas o     | Zápas o            | Zápas o      |
| Rok  | Hostitel            | Vítěz      | Skóre              | Poražený finalista | Třetí místo | Skóre              | Čtvrté místo |
| ---- | ------------------- | ---------- | ------------------ | ------------------ | ----------- | ------------------ | ------------ |
| 2023 | Moldavsko (Kišiněv) | Kazachstán | 3 – 3 (2 – 1) pen. | Rumunsko           | Chorvatsko  | 1 – 0              | Gruzie       |
| 2024 | Moldavsko (Kišiněv) | Kazachstán | 3 – 0              | Chorvatsko         | Rumunsko    | 2 – 2 (3 – 2) pen. | Omán         |
| 2025 | Moldavsko (Kišiněv) |            |                    |                    |             |                    |              |

## Medailový stav podle zemí do roku 2024 (včetně)
| Pořadí | Země       | Zlato | Stříbro | Bronz | Celkem |
| 1.     | Kazachstán | 2     | 0       | 0     | 2      |
| 2.     | Rumunsko   | 0     | 1       | 1     | 2      |
| 2.     | Chorvatsko | 0     | 1       | 1     | 2      |